# Gary Mackay-Steven
 Gary Mackay-Steven  (Thurso, Escocia, 31 de agosto de 1990) es un futbolista escocés que juega de delantero en el Ross County F. C. del Campeonato de Escocia.
Su hermano Scott Mackay-Steven también es futbolista.

## Selección nacional
Ha sido internacional con la selección de Escocia en dos ocasiones. También lo ha sido con la sub-21 en tres ocasiones anotando un gol.

## Clubes
| Club                      | País           | Año       |
| ------------------------- | -------------- | --------- |
| Airdrieonians F. C.       | Escocia        | 2011      |
| Dundee United F. C.       | Escocia        | 2011-2015 |
| Celtic F. C.              | Escocia        | 2015-2017 |
| Aberdeen F. C.            | Escocia        | 2017-2019 |
| New York City F. C.       | Estados Unidos | 2019-2020 |
| Heart of Midlothian F. C. | Escocia        | 2021-2023 |
| Kilmarnock F. C.          | Escocia        | 2023-2025 |
| Ross County F. C.         | Escocia        | 2025-     |

## Palmarés

### Campeonatos nacionales
| Título                     | Club         | País    | Año     |
| -------------------------- | ------------ | ------- | ------- |
| Scottish Premiership       | Celtic F. C. | Escocia | 2014-15 |
| Scottish Premiership       | Celtic F. C. | Escocia | 2015-16 |
| Copa de la Liga de Escocia | Celtic F. C. | Escocia | 2016-17 |
| Scottish Premiership       | Celtic F. C. | Escocia | 2016-17 |
| Copa de Escocia            | Celtic F. C. | Escocia | 2016-17 |